# Rävnäckros
Rävnäckros (Euryale ferox) är enda arten i släktet Rävnäckrossläktet (Euryale) som tillhör familjen näckrosväxter. Den förekommer i norra Indien, Japan, Kina, Taiwan. Rävnäckros odlas ibland för sina stärkelserika frön.

## Synonymer
Följande är synonymer till rävnäckros:
- Anneslea spinosa Andr.
- Euryale indica Planchon